# La Reine Blanche (Edelfelt)
Pour les articles homonymes, voir Reine blanche.
La Reine Blanche (en suédois : Drottning Blanka) est un tableau d'Albert Edelfelt de 1877, qui illustre une histoire de Zacharias Topelius sur la reine Blanche de Namur et son fils, le prince Håkan. Il est conservé au musée d'Art Ateneum.

## Histoire de la création
En 1873, Edelfelt, alors âgé de 19 ans, se rend à Anvers pour étudier la peinture d'histoire. Il poursuit l'année suivante ses études de peinture à Paris.
À l'automne 1876, Edelfelt s'installe dans un grenier exigu au sixième étage de la rue Bonaparte à Paris. Le loyer y est bon marché, car l'ancien locataire a assassiné sa maîtresse dans l'appartement. L'entrée consiste en une trappe dans le sol et si quelqu'un vient lui rendre visite, il doit d'abord déplacer son chevalet.
À Paris, Edelfelt est l'élève du peintre d'histoire Jean-Léon Gérôme, dont l'atelier est situé à l'École des Beaux-Arts. Le point culminant pour les peintres parisiens de cette époque est d'exposer une œuvre au Palais de l'Industrie, sur les Champs-Élysées. À l'automne 1877, il commence à peindre son tableau Blanche de Namur. Son professeur exige une authenticité totale : pour en savoir plus sur le mobilier et les costumes de l'époque, Edelfelt fréquente les bibliothèques, mais aussi le musée de Cluny, et lit des livres sur l'architecture et le mobilier médiévaux.
Le modèle du jeune prince est un garçon italien blond. Pour le personnage de la reine Blanche, il embauche pour modèle une jeune Alsacienne de 18 ans. Dans une lettre à sa mère, il écrit en janvier 1877 :

« Maman sait qu'après bien des galères j'ai mis la main sur une belle blonde - qui est tellement occupée qu'elle ne peut venir que 3 fois avant le Salon. Aujourd'hui c'était la première fois. [..] Hier je me suis couché à 10h pour bien dormir, me lever à 6 heures, boire du café, faire un peu d'exercice, élargir les couleurs de la palette, préparer la tête de la reine Blanche à vraiment prendre le temps, puis attendre le cœur battant jusqu'à 8 heures - quand j'ai reçu le billet de ma chère mademoiselle. [..] Le modèle a écrit qu'elle ne pouvait pas venir aujourd'hui car elle a reçu ma réponse trop tard - donc seulement le 19. Oh, qu'est-ce que je suis au désespoir ! »

Edelfelt éprouve des difficultés à obtenir le tableau qu'il veut. Il n'est pas satisfait des bras du petit garçon et les compare à de petites saucisses. Cependant, il reçoit l'approbation de son professeur et est encore plus heureux lorsqu'il apprend que son tableau a été accepté pour le Salon de 1877 (qui a accepté 2 110 œuvres sur 7 530 proposées).
Au Salon, le tableau a été un succès et, après avoir été exposé en Finlande, il a été vendu à Aurora Karamzin pour 2 500 marks finlandais.
L'image de la reine par Edelfelt est un portrait d'imagination. En effet, bien que des écrits conservés du XIVe siècle décrivent la reine comme à la fois belle et sage, il n'existe aucune image ou sculpture d'elle ou du roi Magnus qui les représente avec certitude.

## Description
Le tableau représente la reine Blanche de Namur, épouse du roi Magnus IV de Suède. Elle est en position assise et tient sur ses genoux son fils Hakon. Elle lui chante la chanson traditionnelle Rida, rida ranka en le faisant sauter sur ses genoux.

## Source
- (sv) Marina Catani, Drottning Blanca : Iscensatt av Albert Edelfelt i Quartier Latin i Paris 1877, Finskt museum, 2016, 123 p., p. 72–98